# Velká skála (Rybník nad Radbuzou)
Der Große Fels (tschechisch: Velká skála) ist ein Gipfel des mittleren Oberpfälzer Waldes. 
Er befindet sich im Okres Domažlice etwa 2 km nordwestlich von Rybník nad Radbuzou (deutsch: Waier), 1 km nordöstlich von Waldhäuser, 3 km nördlich von Schwarzach.
Sein Gipfel liegt etwa 2 km westlich der Radbuza und 750 m östlich der Bayerischen Schwarzach.
Eisenberg und Großer Fels bilden zusammen den Bernsteiner Rücken (Medvědí hory), der sich in Nord-Süd-Richtung entlang der deutsch-tschechischen Grenze erstreckt.
Dieses Gebirgsmassiv kann man im Süden über einen 600 m hohen Pass überwinden, wenn man von Schwarzach nach Rybnik geht oder mit dem Fahrrad fährt.
Die gute, asphaltierte Straße von Schwarzach nach Rybnik ist für den Autoverkehr gesperrt.
Ein weiterer 810 m hoher Pass befindet sich im Norden zwischen Glöckelberg (Malý Zvon) und Eisenberg.

## Belege
1. ↑  https://geoportal.bayern.de/bayernatlas/index.html?bgLayer=tk&zoom=9&lang=de&topic=ba&layers=e528a2a8-44e7-46e9-9069-1a8295b113b5&layers_visibility=false&E=4547736.73&N=5488599.70&catalogNodes=122
2. ↑  https://mapire.eu/de/map/thirdsurvey75000/?layers=osm%2C43&bbox=1404074.9508565357%2C6363686.119477365%2C1418597.9862307194%2C6367507.970891625
3. ↑  Josef Bernklau: Die Bodengestalt. In: Franz Liebl, Heimatkreis Bischofteinitz (Hrsg.): Unser Heimatkreis Bischofteinitz. Brönner & Daentler KG, Eichstätt 1967, S. 10.
4. ↑  https://geoportal.bayern.de/bayernatlas/index.html?bgLayer=tk&zoom=9&lang=de&topic=ba&layers=e528a2a8-44e7-46e9-9069-1a8295b113b5&layers_visibility=false&E=4547437.12&N=5487048.80&catalogNodes=122